# Anica Russo
Pour les articles homonymes, voir Russo.
Anica Russo (née le 4 février 2000 à Oldenbourg) est une chanteuse allemande.

## Biographie
Anica Russo est la plus jeune de trois enfants dans un petit village près d'Oldenbourg ; sa mère est italienne, son père est croate. Son prénom se prononce avec "z", c'est-à-dire "Aniza". Elle reçoit sa première guitare comme cadeau de Noël de ses parents à quatre ans. Lorsqu'elle commence à mettre en ligne des vidéos sur YouTube à douze ans, ils ne voulaient pas qu'elle utilise son vrai nom. Par conséquent, elle choisit le nom de jeune fille de sa mère, Russo, comme nom de scène. Elle est membre de la Stage Academie d'Oldenbourg à partir de 2011. Un casteur de The Voice Kids en Allemagne la repère, mais elle refuse de participer à un crochet. Elle obtient l'abitur dans sa ville natale en 2018 et commence en octobre 2018 à étudier la communication sociale et commerciale à l'université des arts de Berlin.
En 2015, elle chante sur le single Join me de Jones & Brock, sorti chez Warner Music. En 2016, elle rencontre ses futurs producteurs Bela Brauckmann et Gunter Papperitz via leur chaîne YouTube ; elle produit ses premières chansons avec eux deux. En août 2018, à la demande du DJ et producteur Alan Walker, elle sort une reprise de son hit Darkside, que Russo publie sur YouTube.
À 18 ans, grâce au casteur de The Voice Kids, elle obtient son premier contrat d'enregistrement avec Universal Music et sort plusieurs singles. Elle apparaît en avant-première pour Ariana Grande, Alan Walker et Zoe Wees notamment. En 2019, NDR lui demande de devenir chanteuse pour le projet musical S!sters, qui remportera la sélection nationale allemande pour le Concours Eurovision de la chanson 2019. Cependant, elle décline l'offre.
Elle travaille de manière indépendante à partir de 2020 et sort son premier album Woke Up Dreaming. Elle devient une artiste dark pop pendant la pandémie de COVID-19. Elle est également active en tant qu'ambassadrice de la campagne Jugendnotmail, un service de consultation en ligne gratuite et anonyme pour les enfants et les jeunes souffrant de problèmes psychologiques et émotionnels.
Anica Russo participe à la sélection de l'Allemagne au Concours Eurovision de la chanson 2023, Unser Lied für Liverpool, où elle interprète la chanson Once Upon a Dream. Elle se classée sixième des huit participants.

## Discographie
Album
- 2021 : Woke Up Dreaming

EP
- 2019 : Felicity

Singles
- 2018 : Progress
- 2018 : Get this done (5-4-3-2-1)
- 2019 : Rebel
- 2020 : How I Do
- 2022 : Sunday Services
- 2022 : Set you on Fire
- 2022 : Mirror on the Wall
- 2023 : Once Upon a Dream
- 2023 : Trust Issues